# Marina Trevisan
Marina Trevisan é uma astrofísica brasileira. Em 2019, recebeu o Prêmios L'Oréal-UNESCO para mulheres em ciência por seus estudos em evolução das galáxias e porque elas param de produzir estrelas. Atualmente é professora do Instituto de Física da Universidade Federal do Rio Grande do Sul.

## Biografia
Marina fez graduação em engenharia elétrica na Universidade de São Paulo (USP), quando olhou por um telescópio pela primeira vez e se apaixonou pela astronomia. Em seguida fez mestrado em astrofísica pelo Instituto Nacional de Pesquisas Espaciais (INPE). Concluiu seu doutorado em 2012, também em astrofísica, no Instituto de Astronomia, Geofísica e Ciências Atmosféricas, da USP, orientada por Beatriz Barbuy, que também já ganhou o prêmio Para Mulheres em Ciência. O título de seu trabalho é "Formação e Evolução de Galáxias: Populações Estelares na Via Láctea, Galáxias Elípticas e Propriedades de Galáxias em Grupos".
Marina fez dois pós-doutorados, um no INPE e outro no Institut d'astrophysique de Paris, na França.
Toda galáxia tem vida útil e precisa de gás para continuar produzindo estrelas. O ambiente onde a galáxia está influencia a sua capacidade de continuar produzindo estrelas, pois processos externos podem remover da galáxia o gás que a compõe, afetando sua evolução. No entanto, ainda não está bem entendido como essa influência ocorre nem quais seus efeitos, e desvendar esse processo foi o foco da pesquisa de Marina.
A respeito da situação das mulheres na ciência, Marina comenta sobre sua gravidez enquanto cursava o mestrado e da importância que foi o seu parceiro ter sido pai e não deixado as responsabilidades da criação para ela. Comenta também sobre como a sociedade tem cobrança maior sobre a mãe. Quando o pai quando viajou a trabalho, não ouviu comentários sobre ter deixado a filha para trás, mas quando ela viajou a trabalho para Inglaterra e teve sua capacidade com mãe questionada. Marina acredita que o machismo permeia a ciência e a sociedade em geral, e acredita que na Astronomia tem-se reconhecido que isso é um problema e tem-se tomando medidas para diminuí-lo. Em 2015, co-autorou uma apresentação sobre assédio moral e sexual na academia, que constatou que mulheres são vítimas desses assédios mais frequentemente do que homens.